# مآذن المسجد الأقصى

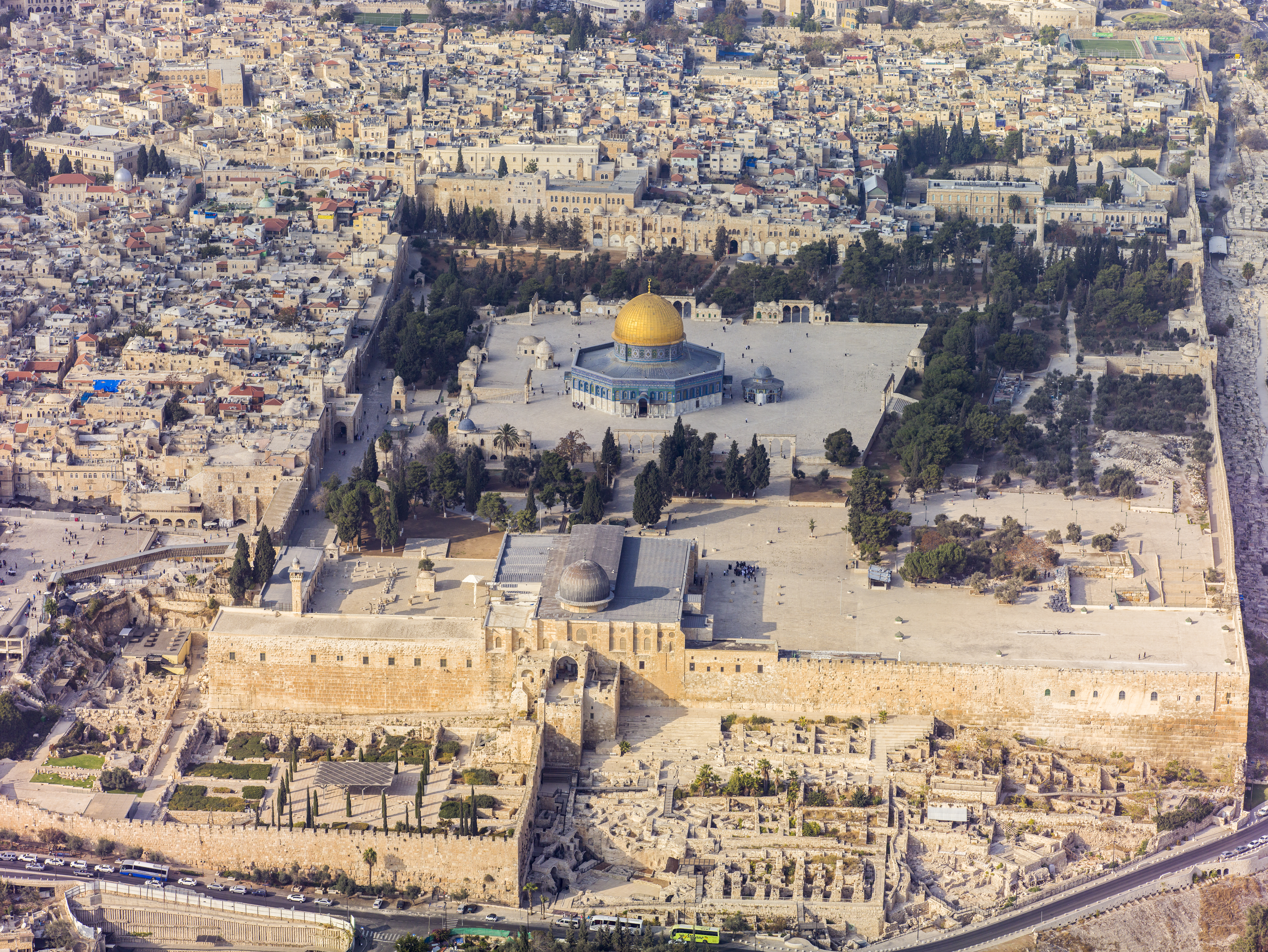
تقع المآذن على الأطراف. في هذه الصورة، يمكن رؤية ثلاث مآذن على اليسار وواحدة في الأعلى.

يُوجد للمسجد الأقصى أربع مآذن: ثلاث على الجهة الغربية وواحدة على الجهة الشمالية.

## المآذن الأربعة
للمسجد أربع مآذن وهي:
مئذنة باب المغاربة/ المئذنة الفخارية

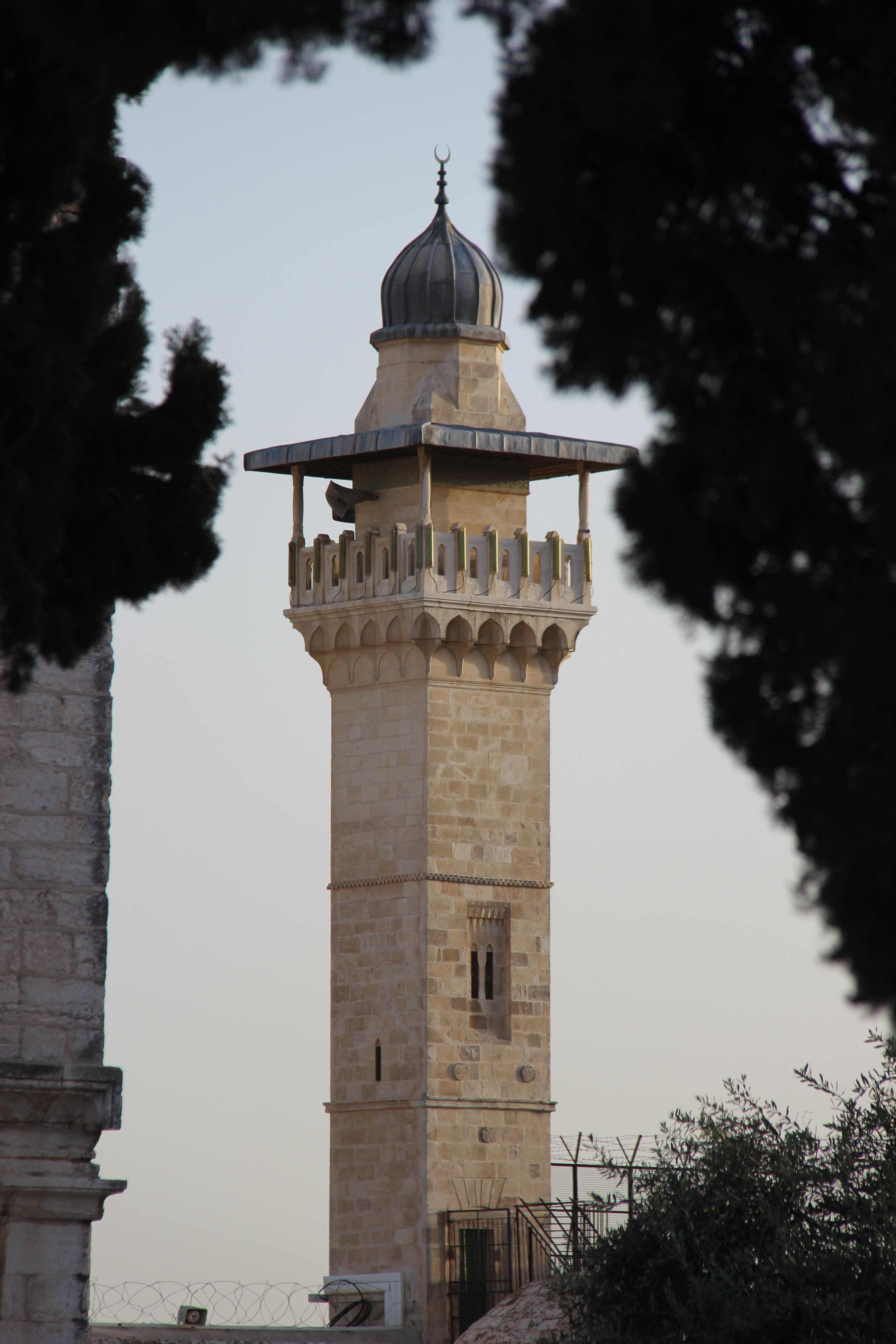
المئذنة الفخارية، إحدى مآذن المسجد الأقصى الأربع

تعتبر مئذنة المغاربة وتسمى أيضا المئذنة الفخارية أول مئذنة تشيد في المسجد في عام 1278م، وتقع على الزاوية الجنوبية الغربية من المسجد الأقصى، وهي قريبة من باب المغاربة وتحديدا فوق الطرف الشمالي الغربي لجامع النساء الواقع داخل المسجد الأقصى المبارك، بناء على أوامر من السلطان المملوكي لاجين. وسميت بالفخارية نسبة إلى فخر الدين الخليلي، والد القاضي شرف الدين عبد الرحمن الذي أشرف على بناء المبنى. وتم بناء المئذنة على الطراز السوري التقليدي، مع وجود قاعدة مربعة الشكل وعامود، مقسوم إلى ثلاثة طوابق ويقع فوق الطابقين الأولين شرفة المؤذن. ويحيط الشرفة غرفة مربعة التي تنتهي بدورها إلى قبة حجرية مغطاة بالرصاص.
مئذنة باب الغوانمة

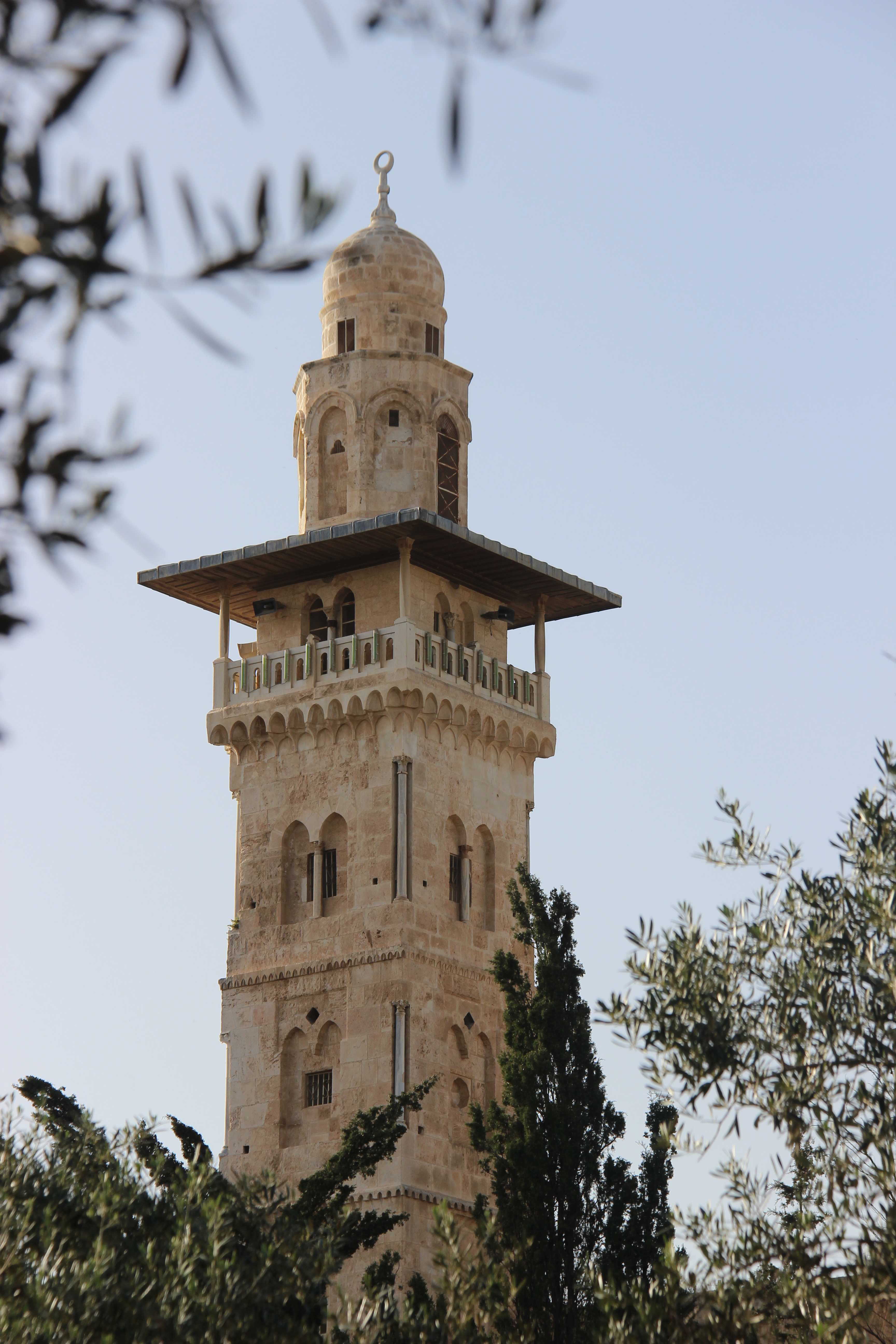
مأذنة باب الغوانمة

وتعتبر مئذنة الغوانمة المئذنة الثانية التي تشيد في المسجد، وقد بناها المهندس المعماري القاضي شرف الدين الخليلي مابين 1297–98م،  وهي أيضا بناء على الأوامر من بناء على أوامر من السلطان المملوكي لاجين، وتقع في الركن الشمالي الغربي من الحرم القدسي الشريف بالقرب من باب الغوانمة. وتتكون من ستة طوابق عالية ونوازل، وهي أطول مئذنة في الحرم القدسي. وبرج المئذنة كلياً هو مصنوع من الحجر تقريبا، بصرف النظر عن القبة الخشبية التي تقع على شرفة المؤذن، وبقيت مئذنة باب الغوانمة تقريبا بمنأى عن الهزات الأرضية بسبب هيكلها الراسخ. والمئذنة تنقسم إلى عدة طوابق مشكلة من الحجارة. ويعتبر الطابقين الأولين أوسع من بقية الطوابق، ويشكلا قاعدة البرج. ويعلو كلا من أربعة الطوابق الباقية عمود أسطواني وقبة بصلية الشكل (منتفخة). أما الدرج فهو يقع خارج الطابقين الأول والثاني، ولكنه يصبح على شكل لولبي داخل الطابق الثالث حتى تصل إلى شرفة المؤذن.

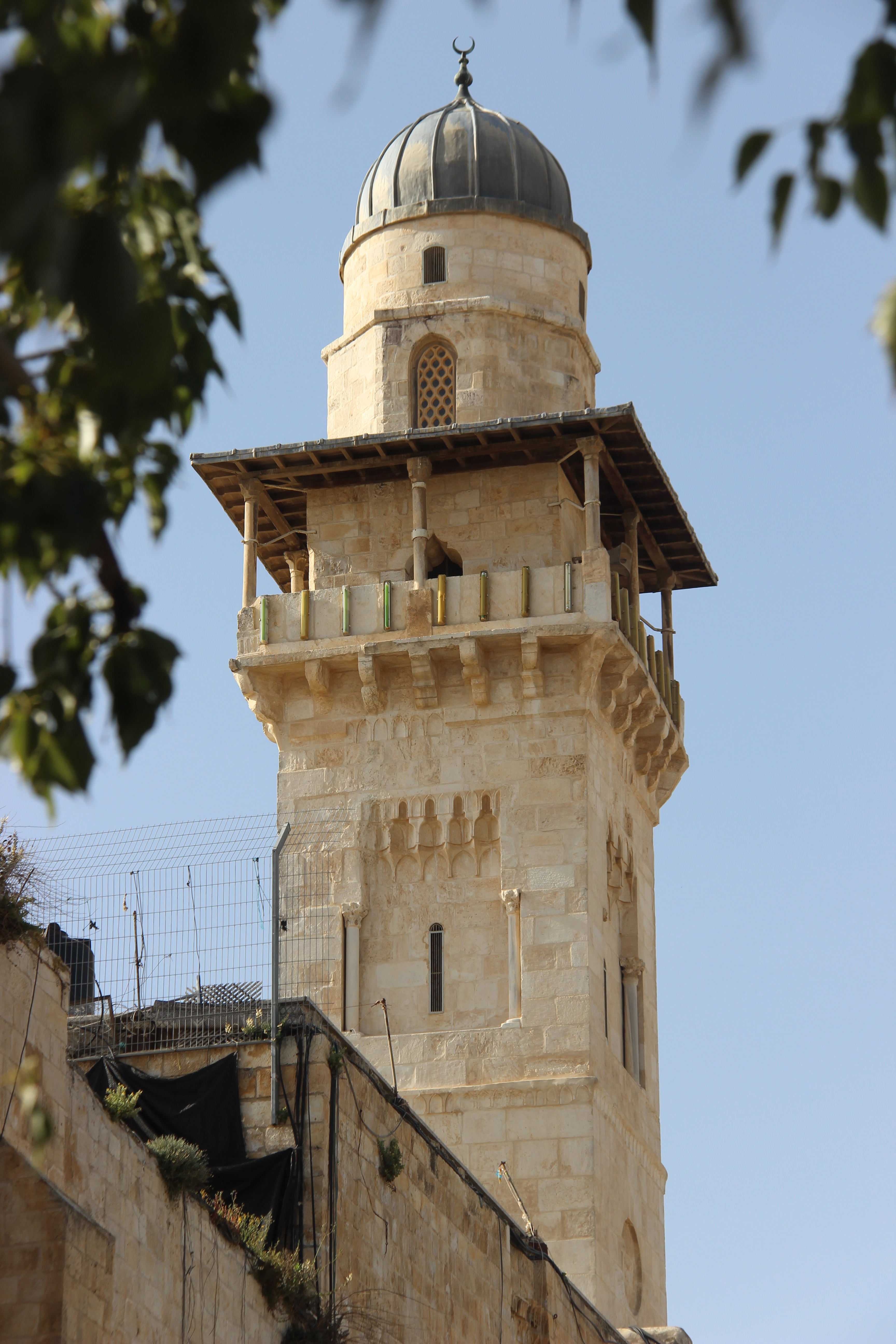
مئذنة باب السلسلة
تعتبر مئذنة السلسلة المئذنة الثالثة التي تشيد في المسجد وذلك في عام 1329 م بناء على أوامر الأمير سيف الدين تنكز الناصري الحاكم المملوكي على الشام، في عهد السلطان الناصر محمد بن قلاوون وذلك وفق ما جاء بالنقش التذكاري الموجود في الجهة الشرقية من قاعدة المئذنة:
وتقع مئذنة باب السلسلة على الحدود الغربية من المسجد الأقصى شمال باب السلسلة وتسمى أيضا بمنارة المحكمة. وربما تكون هذه المئذنة حلت محل المئذنة الأموية في وقت سابق، ومبنى البرج هو مربع الشكل ومصنوع بالكامل من الحجارة. ومنذ القرن 16، فقد كان التقليد المتبع هو اختيار أفضل مؤذن في القدس وتم تعيينه في هذه المئذنة للنداء إلى كل من الصلوات الخمس، ويتم رفع أذان من هذه المئذنة أولا، لإعطاء الإشارة لمؤذني المساجد الأخرى في جميع أنحاء القدس على أن تحذو حذوها.
مئذنة باب الأسباط/ مئذنة الصلاحية

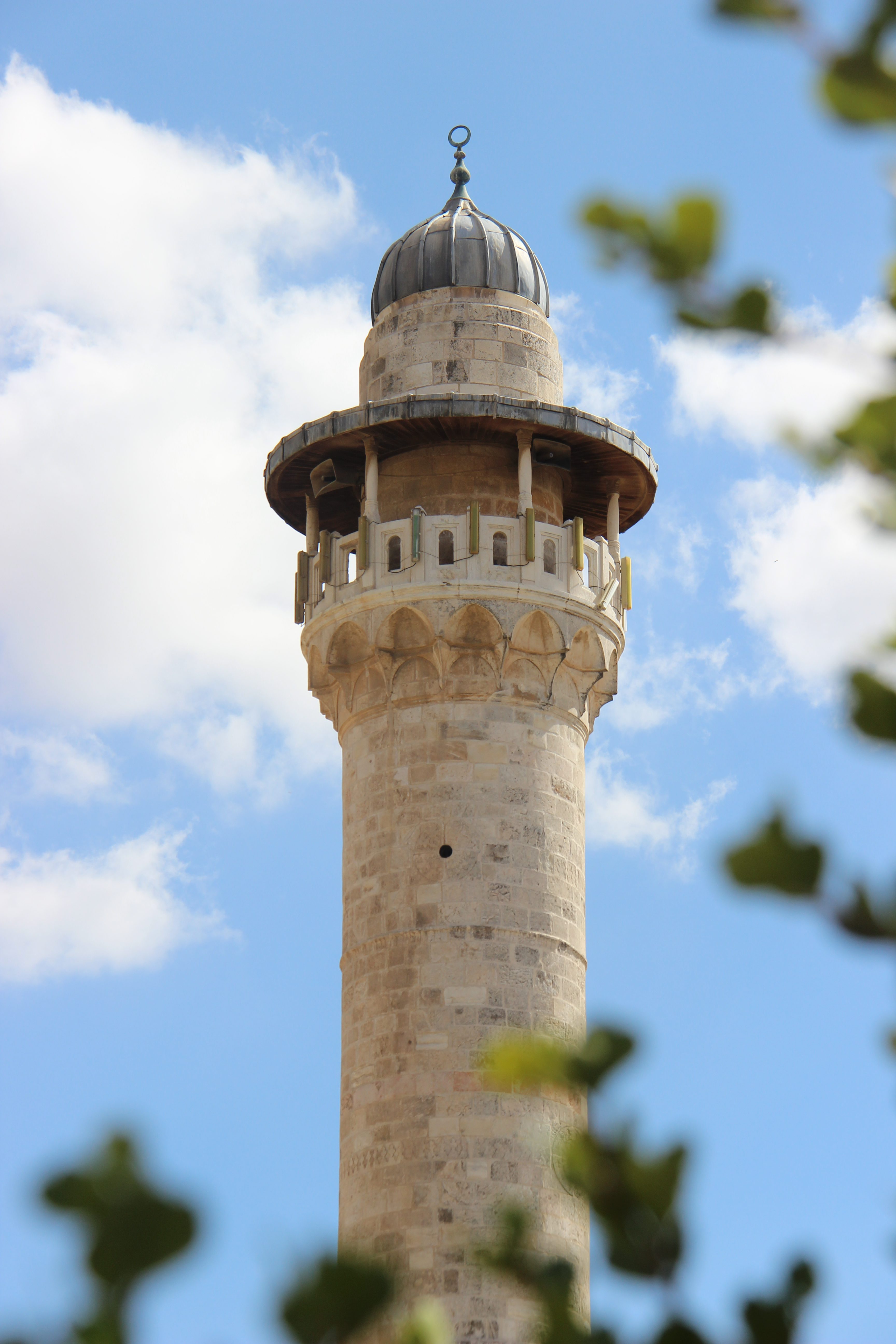
مئذنة باب الأسباط

تعتبر مئذنة باب الأسباط المئذنة الرابعة للمسجد وآخر مئذنة تشيده عليه وذلك في سنة 1367 كما أنها تسمى أيضا بمئذنة الصلاحية لكونها واقعة في جهة المدرسة الصلاحية الواقعة خارج المسجد الأقصى المبارك،  وتقع هذه المئذنة في الجهة الشمالية للحرم القدسي الشريف، بين باب حطة وباب الأسباط، وقد تم بناؤها بأمر من الأمير سيف الدين قطلوبغا وهو خادم الحرمين الشريفين في عهد السلطان المملوكي الأشرف شعبان، وذلك وفقاً للنقش التذكاري الذي كان موجوداً عليها:
ومئذنة الأسباط هي عبارة برج حجر أسطواني (بني في وقت لاحق في العهد العثمانيين) وليست مربعة المآذن الأخرى، ويبدأ برج المئذنة صعودا من قاعدة مستطيلة تعود للعهد المملوكي. ويضيق فوق شرفة المؤذن، وتنتشر فيه نوافذ دائرية، وتنتهي بقبة بصلية الشكل (منتفخة). وقد أعيد بناء القبة بعد وقوع زلزال وادي الأردن عام 1927.
ومن الجدير للذكر أنه لا وجود للمآذن في الجزء الشرقي من المسجد الآقصى المبارك. ومع ذلك، أعلن عبد الله الثاني ملك الأردن في عام 2006 عن نيته لبناء المئذنة الخامسة لتطل على جبل الزيتون. ومن المقرر أن تحمل المئذنة اسم حسين ملك الأردن كما أنها سيكون أطول مبنى في البلدة القديمة من القدس.

## المئذنة الخامسة المقترحة
لا توجد مآذن في الجزء الشرقي من المسجد. ومع ذلك، في عام 2006، أعلن ملك الأردن عبد الله الثاني بن الحسين نيته بناء مئذنة خامسة تطل على جبل الزيتون. من المقرر أن تكون مئذنة الملك الحسين أطول مبنى في البلدة القديمة في القدس.